# Prato (provincie)
Prato is een van de tien provincies van de Italiaanse regio Toscane. Hoofdstad is de stad Prato. De officiële afkorting is PO.
Prato werd in 1992 afgescheiden van de provincie Florence en is daarmee de jongste provincie van Toscane. Met zijn 365 km² en slechts zeven gemeenten is het tevens de kleinste. De provincie telt 228.000 inwoners.
De provincie beslaat een bergachtig gebied behorend tot de Apennijnen in het noorden en een vlakte in het zuiden, waarin de hoofdstad ligt.
Prato grenst aan de provincie Pistoia en de metropolitane steden Florence en Bologna.

## Belangrijkste plaatsen
- Prato (183.864 inw.)
- Montemurlo (18.097 inw.)

## Gemeenten
De Italiaanse provincie Prato telt zeven gemeenten:
- Cantagallo
- Carmignano
- Montemurlo
- Poggio a Caiano
- Prato (hoofdstad)
- Vaiano
- Vernio